# Pierre-Henri Bunel
Pour les articles homonymes, voir Bunel.
Cet article possède un paronyme, voir Pierre Bunel.
Pierre-Henri Bunel, né le 7 juillet 1952, est un ancien officier français. Il a été officier de service de renseignement.

## Biographie
Après avoir fait l'école militaire de Saint-Cyr, il fait carrière dans l'armée de terre française à partir de 1973 et obtient le grade de commandant en 1993. 
En 1990, il participe à l'opération Daguet en Arabie saoudite, où il est l'aide de camp de Michel Roquejoffre.
Fin 1998, alors chef du cabinet du représentant militaire français à l'OTAN, il est accusé d'avoir trahi entre juillet et octobre 1998 en fournissant à Bruxelles des documents au colonel yougoslave Jovan Milanovic, ces documents indiquant les objectifs de l'OTAN lors des futures frappes en Yougoslavie à la suite de la crise du Kosovo. Il affirme avoir agi sur ordre :

« Le commandant Bunel avait été déclaré coupable d'avoir remis, entre juillet et octobre 1998, à un agent serbe basé à Bruxelles, des informations sur les frappes aériennes prévues par l'OTAN en Yougoslavie, en cas de non-retrait des troupes serbes du Kosovo. Il avait affirmé, lors du procès, qu'il avait agi sur ordre et qu'il avait renseigné les Serbes dans l'espoir d'éviter un bain de sang. »

Le 15 décembre 2001, il est dégradé et condamné par un tribunal militaire à cinq ans de prison dont trois avec sursis et retourne à la prison de la Santé, il est libéré au printemps 2002. 
En 2013 il est décoré par le président serbe, Tomislav Nikolic, pour « un acte héroïque ».
Il participe, en 2002, au livre de Thierry Meyssan, Le Pentagate, dans lequel il rédige le chapitre 4 intitulé « L'effet d'une charge creuse » à propos de la controverse sur ce qui est arrivé au Pentagone lors des attentats du 11 septembre 2001, accréditant l'hypothèse d'un missile de croisière de faible portée, avec une ogive à base de tungstène, ayant explosé à l'intérieur du bâtiment après avoir perforé la façade. 
Arabophone, anglophone, germanophone et hispanophone  il est l'auteur des traductions françaises des livres de David Ray Griffin parus aux Éditions Demi-Lune.

## Ouvrages
- Crimes de guerre à l'OTAN, Éditions no 1, 2000 ; complété et réédité chez Carnot, en 2001.
- Mes services secrets : Souvenirs d'un agent de l'ombre, Flammarion, 2001.
- Menaces islamistes, Carnot, 2001.
- Proche-Orient : Une guerre mondiale, Carnot, 2004.
- Le Cederom Montsegur, roman cryptographique, éditions ACE, 2004.